# Округ Импиријал (Калифорнија)
Импиријал (енгл. Imperial County) је округ у америчкој савезној држави Калифорнија.

## Демографија
По попису из 2010. године број становника је 174.528, што је 32.167 (22,6%) становника више него 2000. године.
| Група             | 2000.           | 2010.           |
| Белци             | 28.768 (20,2%)  | 23.927 (13,7%)  |
| Афроамериканци    | 5.624 (4,0%)    | 5.773 (3,3%)    |
| Азијати           | 2.836 (2,0%)    | 2.843 (1,6%)    |
| Хиспаноамериканци | 102.817 (72,2%) | 140.271 (80,4%) |
| Укупно            | 142.361         | 174.528         |